# Anisocycla jollyana
Anisocycla jollyana là một loài thực vật có hoa trong họ Biển bức cát. Loài này được (Pierre) Diels mô tả khoa học đầu tiên năm 1910.